# Parafia Miłosierdzia Bożego w Krakowie (Bieżanów-Prokocim)
Parafia Miłosierdzia Bożego w Krakowie – parafia rzymskokatolicka należąca do dekanatu Kraków-Prokocim archidiecezji krakowskiej na os. Nowy Prokocim przy ul. Jana Kurczaba.

## Historia parafii
- październik 1977 – powołanie Ośrodka Duszpasterskiego,
- 10 maja 1982 roku biskup Stanisław Smoleński poświęcił plac pod budowę kościoła,
- 1 lutego 1983 erygowano parafię Miłosierdzia Bożego dla osiedla Nowy Prokocim,
- 20 grudnia 1984 – poświęcenie kaplicy,
- 8 września 1986 – poświęcenie domu parafialnego,
- w 1991 roku rozpoczęto stawianie ścian kościoła,
- w styczniu 1993 rozpoczęto szalowanie „krzyża na kościele”,
- 2 listopada – 11 listopada 1993 – betonowanie dachu kościoła z 64 „gruszek”,
- 18 grudnia 1999 – konsekracja kościoła parafialnego,
- 10 marca 2007 – telemost z 11 państwami świata – transmisja Mszy św.

## Proboszczowie
- ks. Kazimierz Podsiadło (1977–1986)
- ks. Jan Bednar (1986–2008)
- ks. Krzysztof Strzelczyk (2008–2010)
- ks. Józef Bizoń (2010–2021)
- ks. dr Krzysztof Wilk (od 2021)
- ks. Paweł Głowacz (administrator)

## Wspólnoty parafialne
- Duszpasterska Rada Parafialna
- Duszpasterstwo akademickie
- Ruch Światło-Życie „Oaza”
- Świetlica Parafialna
- Domowy Kościół
- Akcja Katolicka

## Zasięg parafii
Ulice: Jerzmanowskiego, Kurczaba, Konrada Wallenroda, Lilli Wenedy, Kozietulskiego, Księdza Piotra Ściegiennego, Teligi. Na terenie parafii znajdują się również akademiki UJ przy ulicy Badurskiego.